# Grigore Ureche

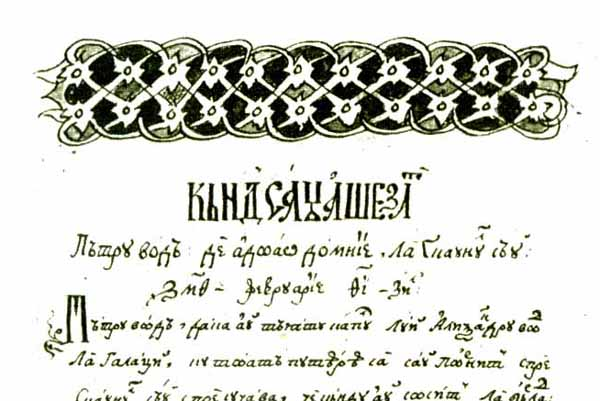
Une page de son manuscrit Chronique

Grigore Ureche (1590-1647) fut un chroniqueur moldave ayant écrit, entre autres, un ouvrage sur l'histoire de la Principauté de Moldavie : le Letopisețul Țării Moldovei (« Chronique du pays de Moldavie »), couvrant la période de 1359 jusqu'à 1594. 
Ureche affirmait que la langue parlée par les Moldaves était la même langue que celle parlée par les Valaques, et que Moldaves, Valaques et Transylvains appartenaient au même groupe de peuples que les habitants de l'Italie. Le prince et érudit Dimitrie Cantemir développa plus tard cette même idée qui sera reprise au XVIIIe siècle par le mouvement d’émancipation roumain.
L'œuvre de Grigore Ureche a été traduite et annotée par l'orientaliste français Émile Picot sous le titre: « Chronique de Moldavie: depuis le milieu du XIVe siècle jusqu'à l'an 1594 de Grigore Ureche » et publiée par l'Institut national des langues et civilisations orientales, éd. Leroux, Paris 1878.
Les historiens modernes, surtout austro-hongrois, allemands, russes et soviétiques, définissent cette idée comme « nationalisme roumain », affirment à la suite d'Ernest Gellner qu'elle n'a pas « exprimé », mais « généré » l'identité roumaine dans un processus analogue au Risorgimento générant l'identité italienne,.